# فيكتور كريستالدو
فيكتور كريستالدو (بالإسبانية: Victor Cristaldo)‏ هو لاعب كرة قدم ومدرب كرة قدم باراغواياني في مركز الوسط، ولد في 10 مايو 1967 في الأرجنتين. لعب مع بريزيدينتي هاييس.